# Şafarlū
Şafarlū (persiska: صفرلو) är en ort i Iran.   Den ligger i provinsen Östazarbaijan, i den nordvästra delen av landet, 500 km nordväst om huvudstaden Teheran. Şafarlū ligger 235 meter över havet och antalet invånare är 298.
Terrängen runt Şafarlū är kuperad åt sydost, men åt nordväst är den platt. Şafarlū ligger nere i en dal. Runt Şafarlū är det ganska glesbefolkat, med 42 invånare per kvadratkilometer. Närmaste större samhälle är Khomārlū, 5,8 km söder om Şafarlū. Trakten runt Şafarlū består till största delen av jordbruksmark.